# Cycnium jamesii
Cycnium jamesii är en snyltrotsväxtart som först beskrevs av Sidney Alfred Skan, och fick sitt nu gällande namn av O.J. Hansen. Cycnium jamesii ingår i släktet Cycnium och familjen snyltrotsväxter. Inga underarter finns listade i Catalogue of Life.